# Zabalaza Anarchist Communist Front

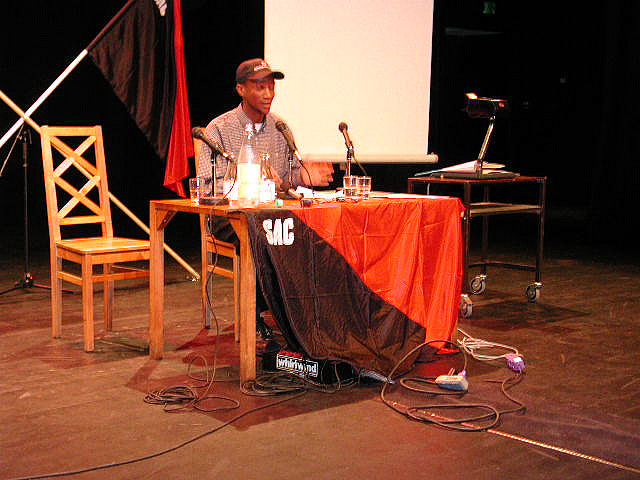
Un membre du Zabalaza Anarchist Communist Front invité par la Sveriges Arbetares Centralorganisation en 2005.

Zabalaza Anarchist Communist Front est une organisation spécifique plateformiste communiste libertaire active en Afrique du Sud.

## Historique
Le 1er mai 2003 (Journée internationale des travailleurs) est fondée la Zabalaza Anarchist Communist Federation (ZACF ou ZabFed).
Au début, la fédération est essentiellement un regroupement de collectifs anarchistes de Gauteng et Durban, la section locale de l'Anarchist Black Cross, le Bikisha Media Collective et Zabalaza Books.
En 2007, afin de renforcer ses structures, ZabFed devient Zabalaza Anarchist Communist Front (ZACF ou ZabFront). La nouvelle organisation est une « fédération d'individus », au contraire de la « fédération de collectifs » qu'était ZabFed. Le ZACF compte aussi des membres au Swaziland et tient un centre social au camp Motsoaledi de Soweto.
Fin des années 2000, le ZACF est influencé par l'especifismo, une tendance issue de la Fédération anarchiste uruguayenne.
Alors qu'à l'origine, son projet était de promouvoir le syndicalisme au sein des associations de travailleurs, le ZACF s'est dans la pratique largement focalisé sur les nouveaux mouvements sociaux créés en Afrique du Sud dans le sillage de ce qui est perçu comme la faillite sociale du gouvernement post-apartheid de l'ANC.
Le ZACF est impliqué dans les campagnes de l'Anti-Privatisation Forum (APF) et du Landless Peoples' Movement (LPM). Il a également pris part à des actions de solidarité avec l'association Abahlali baseMjondolo et la Western Cape Anti-Eviction Campaign (Campagne anti-expulsion du Cap Occidental).
Le ZACF organise également activement des ateliers et des actions de communication.

## Publications
Le ZACF publie Zabalaza - A Journal of Southern African Revolutionary Anarchism.

### Zabalaza Books
Zabalaza Books est un projet d'éditions lié à la ZACF.